# Cratere Nunn
Nunn è un cratere lunare di 18,49 km situato nella parte nord-occidentale della faccia nascosta della Luna.